# The Four Just Men
The Four Just Men é um filme mudo britânico de 1921, do gênero policial, dirigido por George Ridgwell e estrelado por Cecil Humphreys, Teddy Arundell E Charles Croker-King. Foi baseado no romance de 1904, The Four Just Men, de Edgar Wallace.

## Elenco
- Cecil Humphreys como Manfred
- Teddy Arundell como Inspetor Falmouth
- Charles Croker-King como Thery
- Charles Tilson-Chowne como Sir Philip Ramon
- Owen Roughwood como Poiccart
- George Bellamy as Gonsalez
- Robert Vallis como Billy Marks
- Roy Wood como Secretário de Sir Philip